# Eucharis amazonica
Eucharis amazonica («lirio del amazonas») es una especie herbácea, perenne y bulbosa perteneciente a la familia de las amarilidáceas. Originaria del  norte del Perú, se la cultiva en muchos otros lugares del mundo.

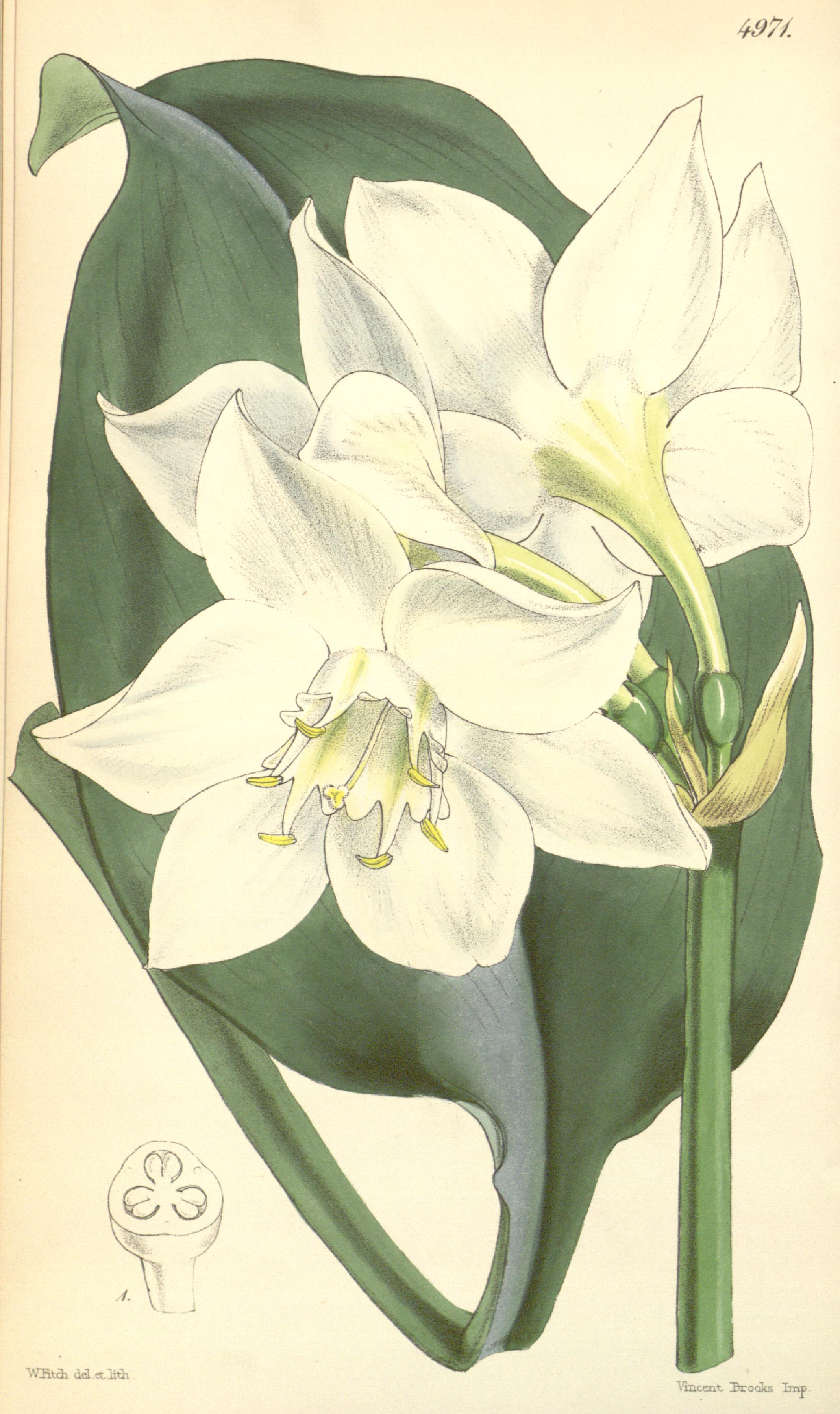
Ilustración

## Descripción
Presenta hojas de un verde oscuro sobre un tallo de unos 50 cm de alto. Cada tallo lleva de 5 a 6 flores, blancas y perfumadas, parecidas a los narcisos. Se suele utilizar como planta de interior debido a su exquisito perfume y a su poca necesidad de luz.

## Distribución
Esta especie se distribuye por el valle del Huallaga, cerca de Moyobamba y Tarapoto, al noreste de Perú.

## Taxonomía
Eucharis amazonica fue descrita por   (L.) Juss. ex Schult., y publicado en Systema Vegetabilium 5: 564. 1819.
Etimología
Eucharis: nombre genérico que fue acuñado por los botánicos Jules Emile Planchon y Jean Jules Linden en 1853 y proviene del griego, «eu», que significa verdadero y «kharis», gracia, en referencia a la belleza de sus flores.